# Cantonul Rouen-5
Cantonul Rouen-5 este un canton din arondismentul Rouen, departamentul Seine-Maritime, regiunea Haute-Normandie, Franța.

## Comune
- Rouen (parțial)